# رو برساووش
رو برساووش یک ستاره است که در صورت فلکی برساوش قرار دارد.